# Mundo Cão
Mundo Cão est un groupe de rock alternatif portugais, originaire de Braga.

## Biographie
Pedro Laginha faisait déjà du théâtre amateur lorsque son grand-père lui a proposé des cours de guitare et qu'il a réalisé qu'il pouvait aussi chanter. Il était dans des groupes de punk rock et gothiques, jouait des reprises et faisait la tournée des bars. Il apparaît comme acteur dans l'album vidéo Cão da Morte de Mão Morta, et en profite pour montrer une démo du groupe à Miguel Pedro, qui lui propose d'en être le producteur. Après la séparation du groupe, Miguel Pedro les invite alors à monter un autre groupe, et c'est ainsi que se forme Mundo Cão.
Le groupe est initialement composé de Pedro Laginha au chant, Miguel Pedro à la batterie, Vasco Vaz à la guitare, Duarte Nuno à la basse et Gonçalo Budda à la guitare. Certains des musiciens appartiennent à Mão Morta et à d'autres groupes connus. Le musicien Adolfo Luxúria Canibal, collègue de Miguel Pedro et Vasco Vaz dans Mão Morta, est l'auteur du nom du groupe et des paroles du premier album enregistré en 2007 pour le label Som Livre. Le groupe donne plus de 30 concerts et remporte le Globo de Ouro du meilleur nouveau groupe. Le premier album de Mundo Cão comporte des singles comme O Caixão da Razão et Morfina et devient l'un des disques préférés des lecteurs du magazine Blitz en 2007.
L'album A Geração da Matilha sort en 2009. L'album contient des paroles d'Adolfo et de l'écrivain Valter Hugo Mãe. Le clip de Ordena Que Te Ame, le premier single, est réalisé et scénarisé par Carlos Conceição et produit par Uzi Filmes. Le groupe est aussi l'un des deux groupes qui ont joué la première partie du concert d'AC/DC, le 3 juin 2009 à Lisbonne. Plus tard, l'album O Jogo do Mundo sort en 2013. Le scénariste José Luís Peixoto était une nouveauté par rapport aux paroliers habituels.
Durant l'année 2015, ils suspendent l'activité indéfiniment, mais apparaissent renouvelés en 2016 avec Pedro Laginha (voix), Miguel Pedro (batterie), Vasco Vaz (guitare), Frederico Cristiano (clavier) et Canoche (basse). Paixão Malsã, écrit par Miguel Pedro et Adolfo Luxúria Canibal, est le morceau qui a marqué le retour du groupe. Cette nouvelle chanson est un premier extrait du nouvel album dont la devise sera vagabondage et libertinage.
L'album Desligado, sorti en 2018, comprend des textes d'Adolfo Luxúria Canibal, Valter Hugo Mãe et pour la première fois de Carlos Conceição qui avait déjà réalisé des clips pour le groupe. L'album est introduit par le single É sempre essa crap do amor eterno que me lixa. L'album atteint le top 30 des charts nationaux,.

## Discographie

### Albums studio
- 2007 : Mundo Cão (Som Livre)
- 2009 : A Geração da Matilha (Cobra Discos)
- 2013 : O Jogo do Mundo (Cobra Discos)
- 2018 : Desligado (Sony Music)

### Participations
- 2009 : 3 Pistas Vol. 2, avec la chanson Morfina / Canção De Amigo
- 2012 : À Sombra De Deus IV - Braga 2012, avec la chanson Meu Deus!